# Isabel García Lorca (actriz)
Isabel García Lorca, nacida como Isabel Brousseau en 1967 en Montreal, es una actriz de cine, televisión y teatro canadiense.

## Biografía
Nació en la provincia de Quebec, pero comenzó su carrera en París. Cambió su nombre artístico, por el de su poeta favorito, Federico García Lorca. Habla con fluidez francés, español e inglés, lo que le ha permitido participar en producciones de distintos países e idiomas.

## Filmografía
| Año  | Título                             | Papel                            | Notas                                                          |
| ---- | ---------------------------------- | -------------------------------- | -------------------------------------------------------------- |
| 1978 | Los ojos vendados                  | sin acreditar                    |                                                                |
| 1978 | Los restos del naufragio           | Monja                            |                                                                |
| 1978 | Flammes                            | Claire, la recepcionista         |                                                                |
| 1981 | Trágala, perro                     | Ella misma                       |                                                                |
| 1983 | As the World Turns                 | Elena                            | Serie de televisión. Capítulo: Into the Ring                   |
| 1983 | Juego de poder                     | sin acreditar                    |                                                                |
| 1985 | Buscando a Susan desesperadamente  | Invitada a la fiesta             |                                                                |
| 1985 | Le matou (The Alley Cat)           | Rosine                           |                                                                |
| 1985 | Les loups entre eux (Among Wolves) | Jennifer                         |                                                                |
| 1986 | Lightning, the White Stallion      | Stephanie Ward                   |                                                                |
| 1987 | Angustia                           | Caroline                         |                                                                |
| 1987 | El cazachicas                      | Chica de información en el museo |                                                                |
| 1987 | La loca aventura del matrimonio    | Chica de la fantasía             |                                                                |
| 1988 | Star Trek: La nueva generación     | Gabrielle                        | Serie de televisión. Capítulo: We'll Always Have Paris         |
| 1988 | Cheeeese                           | Stella                           |                                                                |
| 1989 | Columbo                            | Julie                            | Serie de televisión. Capítulo: Murder, a Self Portrait         |
| 1994 | Urgencias (ER)                     | Cheryl                           | Serie de televisión. Capítulo: 24 Hours                        |
| 1995 | A la hora señalada                 | Una mujer                        |                                                                |
| 2009 | Yo, también                        | Mª Ángeles                       |                                                                |
| 2011 | Crematorio                         | Menchu                           | Serie de televisión. 2 capítulos                               |
| 2011 | Homicidios                         | sin acreditar                    | Serie de televisión. Capítulo: Sexo, mentiras y cinta de vídeo |
| 2011 | Cuéntame cómo pasó                 | Eva                              | Serie de televisión. Capítulo: La mujer y la tierra            |
| 2016 | The Man Who Was Thursday           | Julie Maple                      |                                                                |
| 2016 | Ignacio de Loyola                  | Doña Inés                        |                                                                |
| 2017 | Selfie                             | Cristina Bermúdez                |                                                                |
| 2017 | Vergüenza                          | sin acreditar                    | Serie de televisión. Capítulo: Vergüenza ajena                 |
| 2021 | Paraíso                            | Jefa de los No Muertos           |                                                                |